# 菱川師宣記念館
菱川師宣記念館（ひしかわもろのぶきねんかん）は、千葉県安房郡鋸南町にある美術館である。

## 概要
昭和60年（1985年）3月21日、「浮世絵の祖」として知られる菱川師宣の生誕の地に開館した。師宣やその門人の版画、肉筆浮世絵など作品、資料の展示、収集を目的にしており、浮世絵、町の文化財を通して房総の町の歴史などを紹介、また、特定のテーマによる浮世絵展覧会に加えて、房総生まれの江戸時代後期の石彫り師、武田石翁の展覧会、房総にかかわりのある現代作家など、年4回の企画展を実施している。

## 施設概要
住所
- 〒299-1908　安房郡鋸南町吉浜516

開館時間
- 午前9時00分～午後5時00分（入館は午後4：30まで）

休館日
- 月曜日（祝日または振替休日の場合は翌日休館）
- 年末年始（12月29日～1月3日）

入館料
- 大学生・一般　500円（400円）
- 小・中・高校生　400円（300円）　（ ）内は団体20名以上の場合の料金

## 所蔵品
- 『浮世続』   版本 天和2年
- 『このころくさ』 版本 天和2年
- 『美人絵づくし』　版本
- 『築山図庭尽』　版本
- 「秋草美人図」　絹本着色
- 「行楽美人図」　絹本着色 以上、菱川師宣

## 交通アクセス
- JR内房線保田駅下車　徒歩15分